# P'tit Cosmonaute
P'tit Cosmonaute est une série télévisée d'animation pour enfants diffusée depuis 2013 sur Gulli et TiJi.

## Fiche technique
- Coproduction : Cross River Productions, Canal J, AB thématiques, AB Productions
- Réalisation : Yannick Zanchetta
- Scénario : Frédéric Sabrou
- Directrice d’écriture : Françoise Charpiat
- Directeur de production : Jean-Marc Desrosiers
- Administrateur de production : Jérôme Nougarolis
- Chargée de production : Maud Brenner
- Coordination de production : Michel Gantier
- Bible littéraire : Bertrand Veyne, Benjamin Ferre, Olivier Dutto
- Adaptation graphique : Alexandre Boudon, Ahmed Gerrouache
- Réalisation : Ingrid Cortier, François Bertin, Jean-Baptiste Laloux
- Production associée : Jean-Michel Spinner
- Direction des studios : Mireille Sarrazin, Anthony Combeau
- Direction de production : Vicky Tiphonnet, Sophie Coutaz, Aude Benoit
- Direction technique : Jérôme Fromeaux
- Direction d’animation : Josselin Ronse
- Storyboard : Lisandru Ristorcelli, François Bertin, Patrick Claeys, Yves Corriger, Eric Dora, Samuel Morin, Hugues Malety-Ficher, Fabrice Teeluckdharry
- Animatique : Murielle Paquay, Willy Besseau

## Distribution
- Susan Sindberg : P'tit Cosmonaute, voix de synthèse
- Céline Ronté : Lako, Avertisseur sonore
- Benjamin Alazraki : Boulga
- Adrien Solis : Boss Spanner, Beta
- François Raison : Zing, Chef Zgwouitch

## Épisodes
1. Le vol de la fusée
2. Marée haute
3. Un de trop
4. Décollage en carton pate
5. Le casse-tête
6. Une rampe flambant neuve
7. Zing a dit
8. Autorisation de décollage
9. Une aide encombrante
10. Une pièce pour deux
11. Le nuage
12. Ciel, ma fusée
13. Drôle d'attraction
14. Le méga vol plané
15. Amnésie
16. Cache-cache Minosien
17. Mission dépannage
18. La bonne blague
19. Le global
20. Compteur geyser
21. Terre
22. Drôle d'allergie
23. Mini Pop
24. Prise directe
25. Appelez-moi Eve
26. Le grand rangement
27. Planète inconnue
28. Photo souvenir
29. Une fusée boulguesque
30. Un pour tous
31. Elastique
32. Eclair de lune
33. Ca tourne sur Minos
34. La trompetto formation
35. Boss... Cosmo
36. P'tit Cosmonaute et le Minosien
37. Attention chien robot méchant
38. La mi-rotation
39. Quand j'étais grand
40. Kroptonique
41. Le météore capricieux
42. Bienvenue sur Nosmi
43. Minos au ralenti
44. La planète Schtoing
45. La grande ponte de zegmol
46. Trou noir
47. Voyage au centre du zegmol
48. Le grand miroir
49. La planète des boss
50. P'tit beta
51. Labyrinthe
52. Déjà vu